# Hidden Fires
Hidden Fires és una pel·lícula muda en blanc i negre de la Goldwyn Pictures dirigida per George Irving i estrenada el 7 d'octubre de 1918. Els actors protagonistes van ser Mae Marsh i Rod La Rocque. L'actriu interpretava dos papers en un cas de suplantació d'identitat.

## Repartiment
- Mae Marsh (Peggy Murray / Louise Parke)
- Rod La Rocque (George Landis)
- Florida Kingsley (Mrs. Treadway Parke)
- Alec B. Francis (Dr. Granville)
- Jere Austin (Stephen Underwood)

## Argument
Louise Parke marxa a París amb el seu promès, Stephen Underwood, per prendre lliçons de música. Un cop allà, però, com que la seva mare, la senyora Treadway Parke, l'enyora molt, envia un cablegrama anunciant el seu retorn i anunciant en quin vaixell tornarà. Aquest vaixell és torpedinat i enfonsat cosa que fa témer molt al Dr. Granville per la salut de la senyora Parke que es troba en estat de xoc.
En un estand de venda de diaris del hall d'un hotel treballa Peggy Murray, que és molt popular tot i que la gent es sorprèn de la companyia de Jimmy Morton, un jugador de billar de poca confiança que ella accepta ja que és el seu únic amic. De casualitat, un dia el Dr. Granville hi va a comprar un diari i es queda molt sorprès mirant-la: és la viva imatge de Louise. El doctor li proposa de suplantar Louise davant la mare per intentar que aquesta es recuperi del xoc. Peggy accepta perquè veu que és per una bona causa i al principi l'engany funciona a la perfecció. Més endavant, Peggy està a punt de tenir un accident amb un cotxe però és salvada per George Landis del qual s'enamora. Un dia però, George la sorprèn parlant amb Jimmy Morton i creu que l'està enganyant. En realitat, Jimmy ha anat a visitar-la per fer-li xantatge, amenaçant-la d'explicar la suplantació. Peggy decideix parlar amb el Dr. Granville i per explicar-li que ha decidit que abandona la farsa.
Peggy troba feina com assistent social i un dia que va a un barri molt pobre hi descobreix Louise Parker. Aquesta en realitat mai havia agafat el vaixell sinó que havia viscut aïllada perquè s'havia sentit traïda i abandonada pel seu promès. Peggy aconsegueix trobar Stephen i aquest retroba Louise per demanar-li perdó. Louise torna amb la seva mare que es recupera totalment. George s'assabenta de tota la veritat i busca Peggy. La retroba en una botiga propietat del seu pare, li declara el seu amor i es casen. Durant la lluna de mel, es troben amb Louise que s'ha casat amb Stephen i amb la senyora Parke que s'ha casat amb el Dr. Granville.

### Galeria de Fotogrames de la pel·lícula

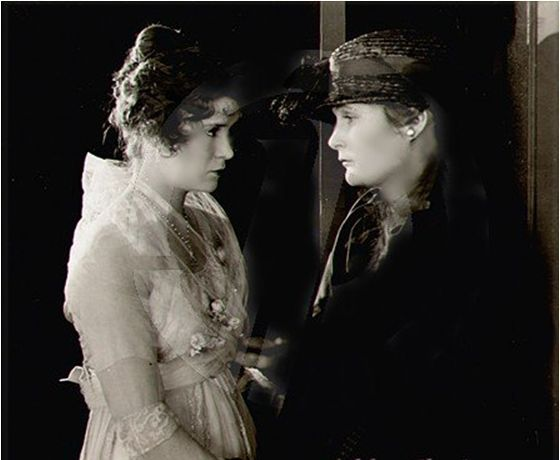
Mae Marsh en els seus dos papers en la pel·lícula Hidden Fires (1918).
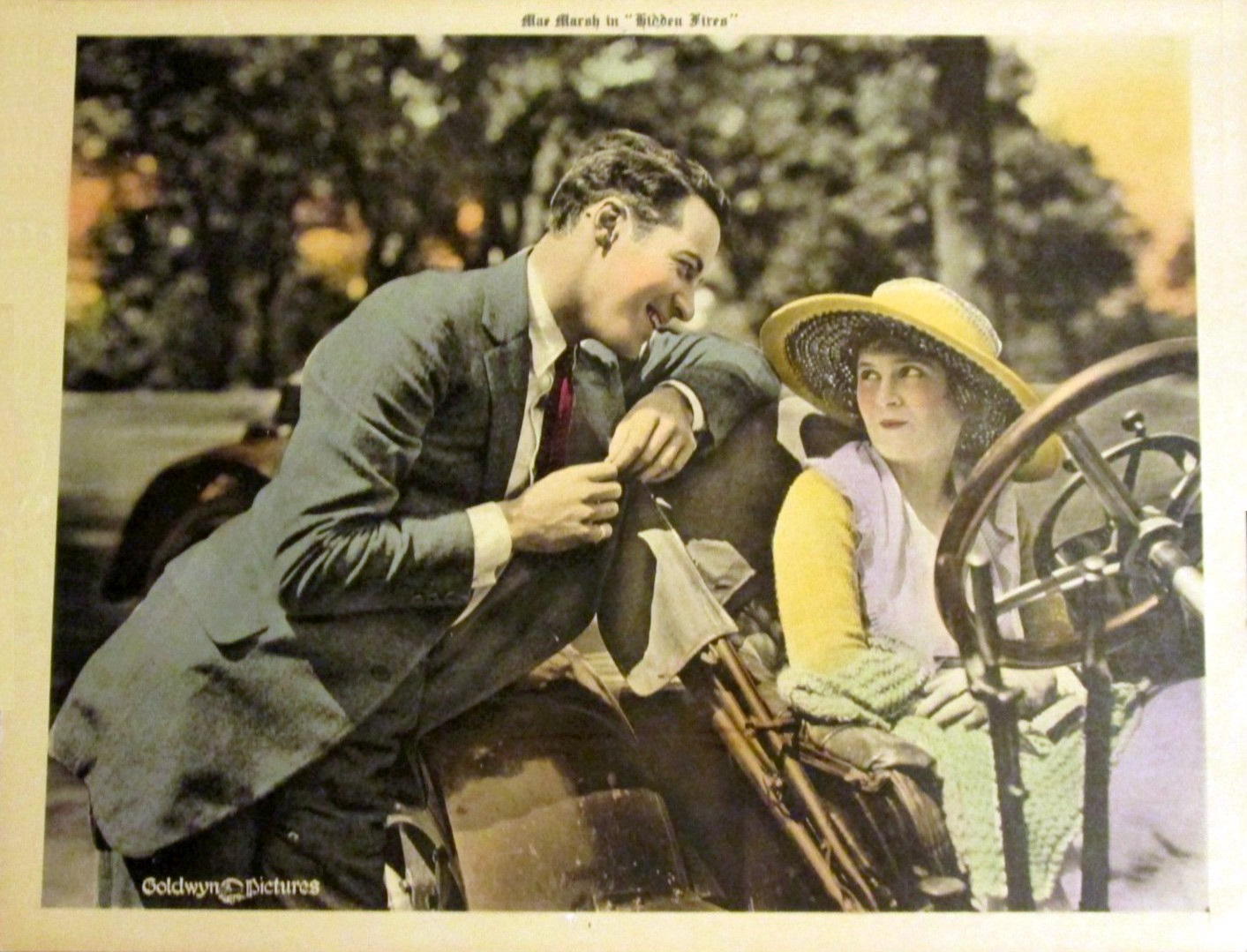
Mae Marsh i Rod La Rocque en un fotograma publicitari de la pel·lícula
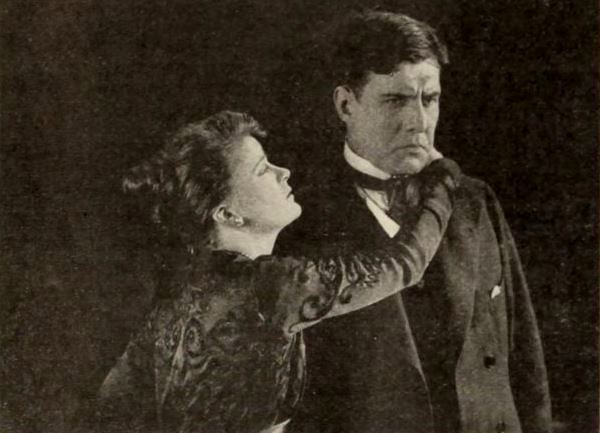
Mae Marsh i Jere Austin en un fotograma de la pel·lícula aparegut el 19 d'octubre de 1918 a Exhibitors Herald